# Кеннет Грем
Кеннет Грем (англ. Kenneth Grahame; 8 березня 1859, Единбург, Шотландія — 6 липня 1932, Пенгборн, Велика Британія) — шотландський письменник, автор роману «Вітер у вербах».

## Біографія
Кеннет Грем народився 8 березня 1859 року в Единбурзі у сім'ї Каннінгема і Бессі Грем. У них було ще двоє дітей: Вільям і Гелен. Коли Кеннету виповнився рік, родина переїхала в місто Інверарі на заході Шотландії. У 1864 році народився молодший брат Кеннета Роланд, а через кілька днів після пологів Бессі Грем захворіла на скарлатину і незабаром померла. Після смерті дружини Каннінгем виявився не в змозі піклуватися про дітей і через три роки поїхав у Францію. Діти залишилися під опікою родичів. Кеннета взяла на виховання бабуся.

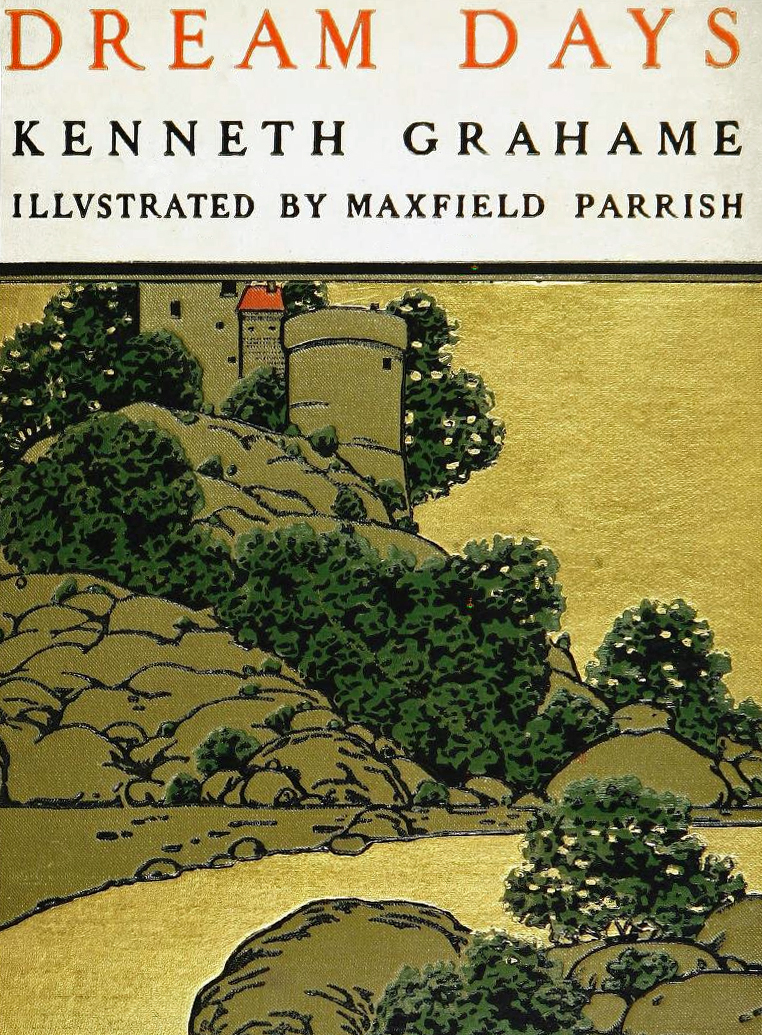
Обкладинка книги «Дні мрій», 1902 рік

У 1868 році Кеннет пішов у школу Св. Едварда в Оксфорді. Незважаючи на слабке здоров'я, він домігся значних успіхів у навчанні, став старостою і капітаном команди регбістів. Кеннет мріяв навчатися в Оксфордському університеті, але його дядько-опікун Джон Грем, відмовився фінансувати навчання. У 1879 році Кеннет Грем влаштувався на роботу у Банк Англії в Лондоні. У банку Грем почав службу простим клерком, а в 1898 році, в порівняно молодому віці, став керуючим справами банку. У 1908 році Грем пішов з банку, пославшись на погане здоров'я. Незважаючи на активний спосіб життя, любов до спорту і піші прогулянки в сільській місцевості, Грем часто хворів — позначалися наслідки хвороби, яка перебігала з гарячкою, перенесеної в дитинстві. Можливо, ще однією причиною відходу стали напружені відносини з керівництвом банку.
У 1899 році Кеннет Грем одружився з Елспет Томпсон. У 1900 році у них народився син Аластер. Шлюб не був щасливим, але подружжя дуже любили свою єдину дитину. Аластер народився раніше терміну. Він був сліпим на одне око, слабким і хворобливим, дитиною з важким характером. Саме для Аластера Кеннет Грем складав історії про містера Тоуда (Жабу): спочатку це були казки на ніч, потім — листи, і зрештою з'явилася книга. Прототипом химерного, впертого і хвалькуватого, але по-своєму привабливого містера Тоуда, мабуть, став сам Аластер.
Після того як Грем залишив роботу в банку, він разом з сім'єю повернувся у Беркшир, де провів дитинство. Аластер почав ходити в школу, але навчався погано, хоча батьки не хотіли це визнавати: вони бачили в синові юного генія. Після невдалих спроб вступити в школу Рагбі і Ітоні, в січні 1918 року Аластер, завдяки турботам батька, почав навчання у Крайст-Черч (коледж в Оксфорді).
7 травня 1920 Аластер наклав на себе руки, кинувшись під поїзд. Офіційно було оголошено, що стався нещасний випадок, хоча всі обставини говорили про те, що це самогубство. Поховавши сина, батьки поїхали за кордон, де провели кілька років (в основному в Італії). У 1924 році повернулися в Англію і оселилися в селі Пенгборн неподалік від Оксфорда.
Кеннет Грем помер 6 липня 1932 року. Він був похований в Оксфорді, на кладовищі Холіуелл, в одній могилі із сином. Елспет Грем померла в 1946 році.

## Творча діяльність

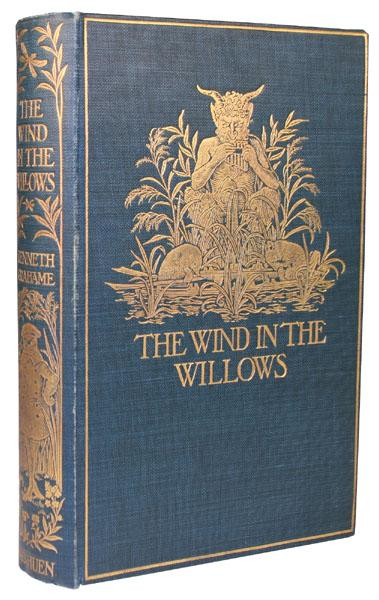
Перше видання книги «Вітер у вербах», 1908 рік

Ще в перші роки життя в Лондоні Кеннет Грем завів знайомства в літературних колах і почав публікувати свої розповіді. Перші твори Кеннета Грема вийшли під псевдонімом в журналі школи Св. Едварда. Починаючи з 1888 року він став публікувати свої розповіді в літературних журналах вже під власним ім'ям. Пізніше ці розповіді увійшли в книгу «Язичницькі записи» (1893), яка оспівує життя на природі, прогулянки, річку і радості сільського життя. У 1895 році вийшла книга «Золоті роки», заснована на дитячих спогадах Грема. У 1898 році була опублікована збірка «Дні мрій», в якій крім розповідей про дитинство увійшла казка «Дракон-лежибока». Ці твори Кеннета Грема мали успіх і були прихильно прийняті критиками. Що стосується книги «Вітер у вербах», яка принесла автору світову популярність, її шлях до читачів був більш складним.
Історії про містера Тоуда, які Кеннет Грем розповідав синові перед сном, доповнилися розповідями про Крота, дядечка Рета — Водяного Щура і Борсука, які з'явилися на сторінках листів до Аластера. Грем закінчив роботу над книгою в Беркширі, куди він перебрався разом із родиною після відходу з банку. Спочатку казка називалася «Вітер в очеретах», але схоже назва була у збірки віршів В. Б. Єйтса, опублікованого в 1899 році, тому Грем перейменував свою книгу.
Письменник пропонував «Вітер у вербах» кільком видавництвам, але всюди отримував відмову. Книга вийшла лише в жовтні 1908 року і була низько оцінена літературними критиками, зате дуже сподобалася президенту США Теодору Рузвельту, який був давнім шанувальником Кеннета Грема. Письменник відправив йому примірник своєї книги, і Рузвельт сприяв її якнайшвидшої публікації в Америці. У 1910 році Рузвельт приїжджав в Оксфорд, де виступав з лекцією, і висловив бажання зустрітися з кількома людьми, в тому числі з Редьярдом Кіплінгом і Кеннетом Гремом. Після лекції відбулася бесіда Грема з президентом.

## Екранізації
Твори Кеннета Грема багаторазово ставали основою для фільмів і вистав.
- У 1941 році студія Волта Діснея випустила мультфільм «Дракон-лежибока» за однойменною казкою Грема.
- У 1929 році Алан Александр Мілн поставив спектакль «Містер Тоад з Тоад-холу».
- У 1985 році на Бродвеї відбулася прем'єра мюзиклу «Вітер у вербах».
- У 1949 році на студії Волта Діснея був знятий мультфільм «Пригоди Ікабода і містера Тоада» за мотивами оповідань Вашингтона Ірвінга і Кеннета Грема.
- У 1984 році англійська телекомпанія «Cosgrove Hall Films» випустила мультсеріал «Вітер у вербах». Ще один мультфільм за мотивами цієї книги вийшов в 1995 році.
- У 1996 році режисер Террі Джонс зняв художній фільм, а в 2003 році Гільєрмо дель Торо адаптував книгу Грема для екранізації на студії «Уолт Дісней Пікчерз», однак робота над фільмом була припинена.
- У 2006 році вийшла ще одна екранізація книги, створена спільно каналом BBC і Канадською радіомовною корпорацією.